# Christer Abrahamsen
Christer Halvar Sixten Abrahamsen, född 27 juni 1942 i Torpa församling i Västmanlands län, är en svensk regissör, manusförfattare, filmproducent, produktionsledare och regiassistent.
Han är far till filmrekvisitören Caroline Abrahamsen och filmklipparen Fredrik Alneng, och gift med produktionsledaren Gunilla Abrahamsen.

## Filmografi
Enligt Svensk Filmdatabas:

### Producent
- 1971 – Niklas och Figuren
- 1981 – Montenegro eller Pärlor och svin
- 1985 – Svindlande affärer
- 1986 – Morrhår och ärtor
- 1988 – Korpens skugga
- 1988 – SOS – en segelsällskapsresa (medproducent)
- 1989 – Jönssonligan på Mallorca
- 1991 – Joker
- 1993 – Drömkåken
- 1994 – Yrrol
- 1995 – Älskar, älskar inte
- 1997 – Ogifta par
- 1999 – Dödlig drift
- 2004 – Hotet
- 2011 – The Stig-Helmer Story

### Regi och manus
- 1976 – Drömmen om Amerika